# Сурвајвор Хрватска
Сурвајвор Хрватска (хрв. Survivor Hrvatska) хрватска је ријалити-такмичарска емисија која се темељи на међународној франшизи Сурвајвор. Пратећи концепт других верзија, представљена је група такмичара који бораве на изолованој локацији. Такмичари морају себи да обезбеде храну, воду, ватру и склониште. Такмиче се у разним играма за награде и имунитет од елиминације. Последњем преосталом такмичару се додељује титула победника и главна награда.
Прву сезону је приказивао ХРТ 2 током 2005. године, под насловом Сурвајвор: Одисејев оток. Емисија је исте године отказана. Године 2012. четврту сезону емисије Сурвајвор Србија приказивала је хрватска RTL Televizija, а тиме представља другу сезону хрватског Сурвајвора. Трећа сезона је направљена као панрегионална и премијерно је приказивала Нова од 14. марта 2022. године.

## Преглед серије
| Сезона | Сезона                            | Победник                       | Друго место                   | Треће место                   | Четврто место                | Гласови | Бр. такмичара | Бр. дана | Племена             | Место снимања          | Година емитовања |
| ------ | --------------------------------- | ------------------------------ | ----------------------------- | ----------------------------- | ---------------------------- | ------- | ------------- | -------- | ------------------- | ---------------------- | ---------------- |
| 1.     | Сурвајвор: Одисејев оток          | Вазменко Перван                | Ведраб Рубрик Шехић           | /                             | /                            | 68%-32% | 20            | 45       | Амос Петрос Зои     | Мљет, Хрватска         | 2005.            |
| 2.     | Сурвајвор: Костарика              | Владимир „Влада” Вуксановић    | Милан Громилић                | Никола Шоћ                    | Себастијан Флајс             | 6-5-2-0 | 18            | 37       | Матамбо Борука Сибу | Корковадо, Костарика   | 2012.            |
| 3.     | Сурвајвор: Доминиканска Република | Стефан Невистић Невена Блануша | Милица Дабовић Горан Шпалета  | Нађа Ерић Тена Томљановић     | Стеван Стевановић Ника Ракић | /       | 25            | 72       | Азуа Мао            | Доминиканска Република | 2022.            |
| 4.     | Сурвајвор: Доминиканска Република | Наташа Кондић Антониа Ивић     | Ања Андрејић Денис Свиличић   | Лука Радивојевић Давид Бублић | Драга Јовановић Нора Доминко | /       | 24            | 72       | Црвени Плави        | Доминиканска Република | 2023.            |
| 5      | Сурвајвор: Доминиканска Република | Тијана Јеремић Лука Римац      | Стефан Арсић Михаела Павловић |                               |                              |         |               |          | Црвени Плави        | Доминиканска република | 2024.            |

## Места снимања
| Континент/регион  | Место (број сезоне)        |
| ----------------- | -------------------------- |
| Европа            | Хрватска (1)               |
| Централна Америка | Костарика (2)              |
| Кариби            | Доминиканска Република (3) |